# The Doors Classics
The Doors Classics is het vijfde verzamelalbum van de Amerikaanse band The Doors. Het verscheen in mei 1985.

## Nummers
Kant 1:
1. Strange Days (3:09)
2. Love Her Madly (3:21)
3. Waiting for the Sun (4:00)
4. My Eyes Have Seen You (2:30)
5. Wild Child (2:37)
6. The Crystal Ship (2:25)
7. Five to One (4:26)

Kant 2:
1. Roadhouse Blues (Live) (4:05)
2. Land HO! (4:11)
3. I Can't See Your Face in My Mind (3:26)
4. Peace Frog (2:50)
5. The WASP (Texas Radio & The Big Beat) (4:12)
6. The Unknown Soldier (3:24)

Jim Morrison · Robby Krieger · Ray Manzarek · John Densmore